# Mallophyton chimantense
Genre
Espèce
Classification APG III (2009)
Mallophyton chimantense est une espèce de plantes à fleurs du genre monotypique Mallophyton et de la famille des Melastomataceae, endémique du Venezuela.

## Répartition
L'espèce est endémique de la région du Guayana au Venezuela.